# Tripylus
Tripylus is een geslacht van zee-egels uit de familie Prenasteridae.

## Soorten
Recent
- Tripylus excavatus Philippi, 1845

Uitgestorven
- Tripylus antonibensis Lambert, 1933 †
- Tripylus pseudoviviparus Lambert, 1933 †